# П'єрджорджо Сарторе
П'ерджорджо Сарторе (італ. Piergiorgio Sartore, 24 лютого 1939, Турин — 9 січня 2011) — італійський футболіст, що грав на позиції нападника за низку друголігових і третьолігових італійських команд.

## Клубна кар'єра
Вихованець клубної системи клубу «Ювентус» із рідного Турина. З 1957 року почав потрапляти до заявки головної команди «старої сеньйори», проте у дорослому футболі дебютував наступного року виступами за третьоліговий «Порденоне».
Протягом 1959–1961 років знову перебував у розпорядженні «Ювентуса», проте знову не зміг дебютувати в італійській першості у складі його головної команди. Натомість 1961 року приєднався до друголігового «Комо».
Згодом грав за «Венецію» і «Про Патрію», а завершував ігрову кар'єру у команді «Новара», за яку виступав протягом 1967—1968 років.